# فرانك وايز
فرانك وايز (بالإنجليزية: Edward Frank Wise)‏ هو موظف مدني وسياسي بريطاني (وحمل سابقاً جنسية المملكة المتحدة لبريطانيا العظمى وأيرلندا)، ولد في 3 يوليو 1885، وتوفي في 5 نوفمبر 1933. حزبياً، نشط في حزب العمال وSocialist League (UK, 1932) ‏ وحزب العمل المستقل. في الانتخابات العامة في المملكة المتحدة 1929 ‏، انتخب عضو برلمان المملكة المتحدة الـ35 عن دائرة Leicester East ‏ (30 مايو 1929 – 7 أكتوبر 1931).